# Zlata bula
Zlata bula (latinsko Bulla aurea, starogrško Χρυσόβουλλον, latinizirano: Hrysóboullon), poslovenjeno kot odlok z zlatim pečatom, je bila posebna vrsta uradnega dokumenta, ki ga je izdajala bizantinska dvorna pisarna v Konstantinoplu. V srednjem veku in renesansi so zlato bulo sprejeli tudi zahodnoevropski vladarji, zlasti cesarji Svetega rimskega cesarstva, in papeži. 
Izraz izhaja iz starogrške besede χρυσός (hrysos, zlato) in latinske besede bulla, ki je označila, da gre za uradni dokument. Cesar je na dokument s škrlatnim črnilom običajno napisal nekaj besed in datum in ga podpisal. Listino so zapečatili z zlatim pečatom na svileni vrvici, ki je dal dokumentu poseben pomen.

## Pomembne zlate bule
- Zlata bula iz leta 1082, s katero je Aleksej I. Komnen  beneškim trgovcem podelil pravice do proste trgovine, oproščene davka, po vsem Bizantinskem cesarstvu v zameno za njihovo obrambo Jadranskega morja pred Normani.[1]
- Zlato bulo iz leta 1136, bolj znano kot Gnjeznenska bula,  je izdal papež Inocenc II. v Pisi.
- Sicilska zlata bula, ki jo je leta 1212 izdal  cesar Svetega rimskega cesarstva Friderik II.
- Egerska zlata bula iz leta 1213, ki jo je izdal Friderik II., cesar Svetega rimskega cesarstva.
- Zlata bula iz leta 1213 (Quia maior), ki jo je izdalo papeštvo, da bi priznalo svoj dogovor z angleškim kraljem Ivanom Brez dežele.
- Zlata bula iz leta 1214, ki jo je izdal sveti rimski cesar Friderik II., da bi vsa nemška ozemlja severno od rek Labe in Elde odstopil danskemu kralju Valdemarju Zmagoslavnemu.
- Bernska zlata bula, ki naj bi jo leta 1218 izdal Friderik II. Z njo naj bi Bernu podelil posebne privilegije, vendar zdaj velja za ponaredek.
- Zlata bula iz leta 1222, ki jo je izdal ogrski kralj Andrej II., da bi potrdil plemiške pravice, podobne tistim, ki jih je  Ivan Brez dežele pod prisilo z Veliko listino svoboščin podelil angleškemu plemstvu.
- Zlata bula iz leta 1224 (Diploma Andreanum), ki jo je izdal Andrej II. Ogrski, da bi saškim prebivalcem Transilvanije podelil nekatere pravice.
- Zlata bula iz Riminija (1226), ki jo je izdal Friderik II., cesar Svetega rimskega cesarstva, in z njo podelil pruskemu Tevtonskemu redu privilegij osvajanja in pridobivanja ozemlja v baltski regiji.
- Zlata bula iz leta 1242, s katero je kralj Béla IV. med invazijo Mongolov razglasil Gradec, zdaj del Zagreba, za svobodno mesto.[2][3]
- Zlata bula iz leta 1267, ki jo je izdal madžarski kralj Béla IV.
- Zlata bula iz leta 1348, ki jo je izdal češki kralj Karel I., pozneje kot Karel IV. cesar Svetega rimskega cesarstva, da bi Karlovi univerzi, ki jo je ustanovil papež Klemen VI. v Pragi, podelil privilegije in imunitete.
- Zlata bula iz leta 1356 je ena najbolj znanih zlatih bul. Izdal jo je cesar Svetega rimskega cesarstva Karel IV. in razglasil v Nürnberškem parlamentu. Z njo je opredelil ustavno strukturo Svetega rimskega cesarstva, ki veljala več kot štiristo let.
- Zlata bula iz leta 1702, s katero je cesar Leopold I. ustanovil Leopoldinsko akademijo v šlezijski prestolnici Breslau (zdaj Wrocław), ki je kasneje postala Univerza v Breslauu (Universitas Wratislatensis).